# Stefan Sonnewend
Stefan Czesław Sonnewend (ur. 13 lipca 1885 w Poznaniu, zm. 19 września 1939 w Dubnie) – polski malarz, grafik.
Pierwsze lekcje rysunku i podstaw malarstwa odbył Wiedniu, naukę kontynuował na krakowskiej Akademii Sztuk Pięknych. Jego nauczycielami byli Stanisław Wyspiański, Józef Unierzyski, Jan Stanisławski i Teodor Axentowicz. Po zakończeniu studiów wyjechał do Drezna, a po otrzymaniu nagrody od austriackiego ministerstwa oświaty i stypendium ufundowanego przez księżną Marię Lubomirską wyjechał kontynuować studia do Paryża i Londynu. Do Poznania powrócił w 1908 i zaangażował się w działalność kulturalną, był organizatorem wystawy malarskiej w siedzibie poznańskiego Towarzystwa Przyjaciół Sztuk Pięknych, w Hotelu Bazar wystawy karykatur znanych mieszkańców miasta. Gdy wybuchła I wojna światowa wyjechał do Wiednia, tam 1 października 1914 został zwerbowany do Legionów Polskich. Przebywał na froncie pod Kołomyją, a następnie dostał przeniesiony do Delegatury Naczelnego Komitetu Narodowego w Wiedniu. Z ramienia sztabu Komendanta Legionów Polskich został w maju 1916 powołany na malarza wojennego i przydzielony do sztabu gen. Stanisława Puchalskiego, m.in. przywiózł na front Juliana Fałata i Leona Wyczółkowskiego. W marcu 1919 powrócił do Poznania, podczas Powstania Wielkopolskiego walczył w sztabie gen. Józefa Dowbor-Muśnickiego. Brał udział w wojnie polsko-bolszewickiej w stopniu oficera. Po powrocie do rodzinnego miasta opublikował Tekę Armii Wielkopolskiej, w latach 1921-1926 należał do grupy artystycznej Świt, z którą wystawiał swoje prace. W 1926 założył w Poznaniu Związek Legionistów Polskich. W 1937 został prezesem założonego w Poznaniu Związku Zawodowego Artystów Malarzy i Rzeźbiarzy. W pierwszych dniach września 1939 został ciężko ranny, zmarł w Dubnie.
Początkowo tworzył portrety i karykatury, w późniejszym czasie został pejzażystą. Malował widoki z Wielkopolski, Pomorza, Podhala, Huculszczyzny i Polesia. Był twórcą rysunków dla wydawanego w Monachium „Simplicissimusa” oraz autorem teki „Lwów w karykaturze”. Najliczniejszą kolekcję twórczości Stefana Sonnewenda posiada Muzeum Narodowe w Poznaniu.